# Andrena fulvata
Andrena fulvata là một loài ong trong họ Andrenidae. Loài này được Stoeckhert miêu tả khoa học đầu tiên năm 1930.